# Карадаг (Караман)
Карадаг (тур. Karadağ) — згаслий вулкан у Туреччині. Розташований на півночі провінції Караман, біля межі з провінцією Конья, на північ від міста Караман. Висота 2271 м над рівнем моря
Близько століття тому у кратері було кратерне озеро, яке тепер висохло. Вулкан має конічну форму з діаметром бази 15 км.

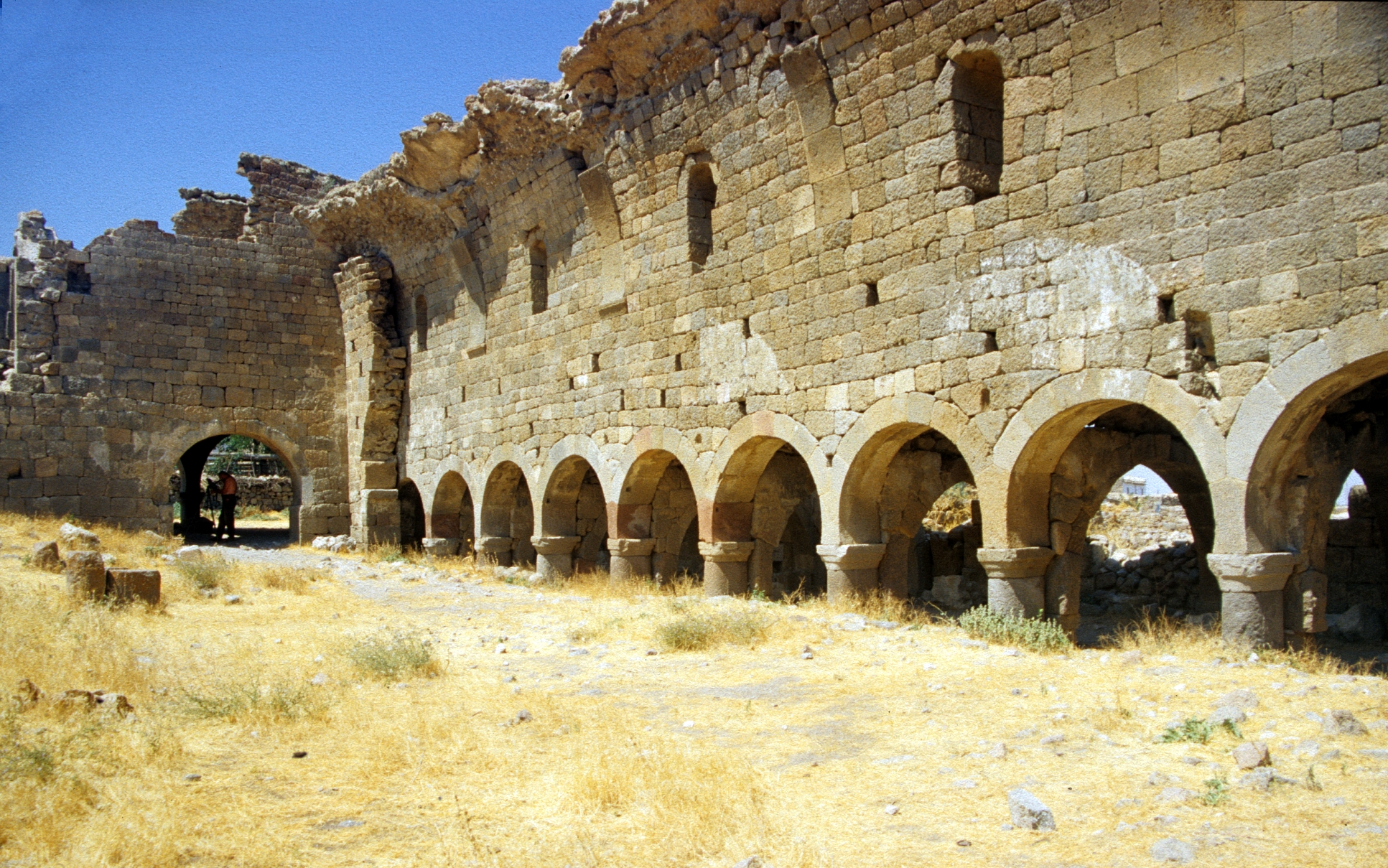
Маденшехрі. Храм № 1. Вид з північного сходу

На північний захід від вулкана знаходиться неолітичне поселення Чатал-Хююк. На північних схилах гори розташована група древніх поселень Бінбір-Килісі (тур. Binbirkilise - «тисяча і одна церква») - один з найвідоміших монастирських комплексів Малої Азії, поряд з печерними поселеннями Каппадокії . Сучасна село Маденшехрі  ідентифікується як розташування міста Барата, де в IV-XII ст. знаходилися епископія, і на верхньому поселенні - притулок Деглі (тур. Değle). Також на Кара-Дазі збереглися хетські скельні статуї, декілька храмів, побудованих на піках гори, та декілька середньовічних укріплень. За пізньої античності гора називалася Боратінон (лат. Boratinon).
Насипний пагорб Керті-Хююк на схід від Карадага в 1956 році був ототожнений з містом Дервія, яке апостол Павло відвідав під час своїх першої і другої місіонерських подорожей. В 1964 році місце розташування Дервія було визначено ще точніше - це Деврі-Сехрі (тур. Devri Şehri), за 4 км на південний схід від Керті-Хююка.